# Алексеев, Аркадий Алексеевич
Аркадий Алексеевич Алексеев (род. 9 сентября 1937, Ольдеево, Чебоксарский район) — передовик производства, бригадир комплексной бригады строительного управления № 43 строительно-монтажного треста № 4 Чувашского территориального управления строительства Министерства строительства СССР. Герой Социалистического Труда (1974).

## Биография
Родился в семье колхозника. Работал в сельском хозяйстве. Был призван в армию. Служил в ГДР.
С 1961 работал на строительстве химкомбината в строительном управлении в Новочебоксарске разнорабочим, затем бригадиром комплексной строительной бригады, прорабом. Занимался общественной работой . Избирался депутатом горсовета 6 раз.
Бригадир комплексной бригады строительного управления № 43 строительно-монтажного треста № 4 Чувашского территориального управления строительства Министерства строительства СССР.
Указом Президиума Верховного Совета СССР (с грифом «не подлежит опубликованию») от 3 апреля 1974 года «за выдающиеся успехи в выполнении специального задания правительства СССР» удостоен звания Героя Социалистического Труда с вручением ордена Ленина и золотой медали Серп и Молот.

## Награды
- Орден Ленина
- Медаль Серп и Молот
- Орден «Знак Почёта»
- Медаль «За отвагу на пожаре»
- Медаль «В ознаменование 100-летия со дня рождения Владимира Ильича Ленина»
- Медаль «Ветеран труда»
- Почётный гражданин г. Новочебоксарск (1998).